# 병승객
병승객(丙勝客, ? ~ ?)은 신나라의 제후로, 노국 사람이다.

## 행적
아버지 병병의 뒤를 이어 박양후(博陽侯)에 봉해졌다. 박양후는 전한 때 고조부 병길이 책봉된 이래로 이어진 것이다.
지황 4년(23년), 신나라가 멸망하고 박양후의 대는 끊겼다.

## 출전
- 반고, 《한서》 권18 외척은택후표

| 선대 아버지 박양희후 병병 | 신의 박양후 ? ~ 23년 | 후대 (신 멸망) |